# Иванума
Ива́нума (яп. 岩沼市 Иванума-си) — город в Японии, находящийся в префектуре Мияги. Площадь города составляет 60,71 км², население — 43 958 человек (31 июля 2014), плотность населения — 724,07 чел./км².

## Географическое положение
Город расположен на острове Хонсю в префектуре Мияги региона Тохоку. С ним граничат город Натори и посёлки Сибата, Мурата, Ватари.

## Население
Население города составляет 43 958 человек (31 июля 2014), а плотность — 724,07 чел./км². Изменение численности населения с 1980 по 2005 годы:
| 1980 | 34 910 чел. |  |
| 1985 | 36 519 чел. |  |
| 1990 | 38 091 чел. |  |
| 1995 | 40 072 чел. |  |
| 2000 | 41 407 чел. |  |
| 2005 | 43 921 чел. |  |

## Символика
Деревом города считается Pinus thunbergii, цветком — рододендрон.

## Города-побратимы
- Напа, США (1973)
- Нанкоку, Япония (1973)
- Обанадзава, Япония (1999)
- Довер, США (2003)